# 퍼레이드 (영화)
퍼레이드(The Parade)는 크로아티아에서 제작된 스르디안 드라고예비치 감독의 2011년 드라마, 코미디 영화이다. 니콜라 코조 등이 주연으로 출연하였다.

## 출연

### 주연
- 니콜라 코조
- 밀로스 사모로브
- 히리스티나 포포비치

## 제작진
- 프로듀서: 이고르 놀라
- 미술: 키릴 스파세스키